# Haudrecy
Haudrecy är en kommun i departementet Ardennes i regionen Grand Est (tidigare regionen Champagne-Ardenne) i nordöstra Frankrike. Kommunen ligger  i kantonen Renwez som ligger i arrondissementet Charleville-Mézières. År 2022 hade Haudrecy 328 invånare.

## Befolkningsutveckling
Antalet invånare i kommunen Haudrecy
Referens: INSEE